# Gu Xiong (artiste)
 (septembre 2023).
La mise en forme du texte ne suit pas les recommandations de Wikipédia : il faut le « wikifier ».
Les points d'amélioration suivants sont les cas les plus fréquents. Le détail des points à revoir est peut-être précisé sur la page de discussion.
- Les titres sont pré-formatés par le logiciel. Ils ne sont ni en capitales, ni en gras.
- Le texte ne doit pas être écrit en capitales (les noms de famille non plus), ni en gras, ni en italique, ni en « petit »…
- Le gras n'est utilisé que pour surligner le titre de l'article dans l'introduction, une seule fois.
- L'italique est rarement utilisé : mots en langue étrangère, titres d'œuvres, noms de bateaux, etc.
- Les citations ne sont pas en italique mais en corps de texte normal. Elles sont entourées par des guillemets français : « et ».
- Les listes à puces sont à éviter, des paragraphes rédigés étant largement préférés. Les tableaux sont à réserver à la présentation de données structurées (résultats, etc.).
- Les appels de note de bas de page (petits chiffres en exposant, introduits par l'outil «  Source ») sont à placer entre la fin de phrase et le point final[comme ça].
- Les liens internes (vers d'autres articles de Wikipédia) sont à choisir avec parcimonie. Créez des liens vers des articles approfondissant le sujet. Les termes génériques sans rapport avec le sujet sont à éviter, ainsi que les répétitions de liens vers un même terme.
- Les liens externes sont à placer uniquement dans une section « Liens externes », à la fin de l'article. Ces liens sont à choisir avec parcimonie suivant les règles définies. Si un lien sert de source à l'article, son insertion dans le texte est à faire par les notes de bas de page.
- La présentation des références doit suivre les conventions bibliographiques. Il est recommandé d'utiliser les modèles {{Ouvrage}}, {{Chapitre}}, {{Article}}, {{Lien web}} et/ou {{Bibliographie}}. Le mode d'édition visuel peut mettre en forme automatiquement les références.
- Insérer une infobox (cadre d'informations à droite) n'est pas obligatoire pour parachever la mise en page.

Pour une aide détaillée, merci de consulter Aide:Wikification.
Si vous pensez que ces points ont été résolus, vous pouvez retirer ce bandeau et améliorer la mise en forme d'un autre article.
 (septembre 2023).
Gu Xiong (né en 1953) est un artiste contemporain canadien,.

## Vie
Gu Xiong est né en 1953 à Chongqing en Sichuan en Chine. À l'âge de 18 ans, pendant la révolution culturelle chinoise, Xiong est envoyé vivre à la campagne où il dessine des scènes de la vie rurale. Il a obtenu un baccalauréat en beaux-arts et une maîtrise en beaux-arts (1985) de l'Institut des beaux-arts du Sichuan. En 1986, il a participé à une résidence d'artiste au Banff Centre for the Arts en Alberta Canada, devenant ainsi le premier artiste de la République populaire de Chine à le faire. Après son retour en Chine, il a participé à l'exposition China Avant-Garde de 1989 qui a été fermée par la police chinoise quelques heures après son ouverture, quatre mois avant les manifestations de la place Tian'anmen,,,. Xiong a immigré de Chine à Vancouver au Canada en 1989,,,.
Xiong vit actuellement à Vancouver, où il est professeur d'art à l'Université de la Colombie-Britannique,.

## Travail
Xiong est un artiste multidisciplinaire qui travaille dans des médias aussi divers que la peinture, le dessin, la photographie, l'installation, la performance, la vidéo et la sculpture en bronze. Il est largement connu pour ses peintures, performances et installations. Dans Interior View-- Fenced Wall, présenté en 1989 à l'exposition China Avant-garde à Pékin, il a peint des images d'une clôture sur du papier et sur ses vêtements et a joué avec son visage peint à la manière d'une pantomime,,,. Il a également réalisé de nombreuses œuvres sur papier portant des titres similaires,,.

## Expositions solo et duo sélectionnées
2020 – Gu Xiong : The Remains of a Journey, Centre A Vancouver International Centre for Contemporary Asian Art et Canton-sardine
2017 – Gu Xiong : Migration, The Galaxy Museum of Contemporary Art, Chongqing, Chine
2017 – Pins, R Space, Vancouver, Colombie-Britannique.
2016 – A River of Migration, une installation multimédia, au San Juan Islands of Museum of Art, Friday Harbor, Washington, États-Unis.
2014 – Gu Xiong ; a journey exposed, Galerie Gordon Smith du Canada, North Vancouver, Colombie-Britannique, Canada
2013 – Chongqing 5 – A Room Filled with Memories (Gu Xiong/Sheng Hua), ATELIER AM ECK, Himmelgeister Str. 107E. Düsseldorf, Allemagne
2012-2013 - Invisible in the Light, Boya Art Museum, Central China Nomal University, Wuhan, Chine.
2012 – Coquitlam Waterscapes, Evergreen Art Gallery, Coquitlam, Colombie-Britannique. Canada
2012 – Waterscapes: Reframed, the Reach Gallery Museum Abbotsford, Abbotsford, Abbotsford, Colombie-Britannique, Canada
2011 – Waterscapes: Migration along the Vancouver Island, des fleuves Fraser et Yangzi, Nanaimo Art Gallery
2010 – Waterscapes, exposition personnelle à la Richmond Art Gallery, Richmond, Colombie-Britannique
2008 – Gu Xiong/Yang Shu, Centre des Arts de Pékin au Quartier des Légations, Pékin, Chine
2008 – Red River, Musée des beaux arts de Winnipeg, Winnipeg Manitoba, Canada.
2006 – Toronto : I Am Who I Am, une instillation de photos à la station de métro St. Patrick, Toronto, Ontario, Canada.
2005 – Shifting, Diane Farris Gallery, Vancouver, Colombie-Britannique, Canada
2004 – Beyond Vision, Musée d'art de Chongqing, Chongqing, Chine
2004 – Here is What I Mean – Gu Xiong et Xu Bing, Museum London, London, Ontario, Canada
2003 – Small, medium, large, and Extra large, Galerie OBORO, Montréal, Québec, Canada

## Expositions collectives sélectionnées
2017 – Every. Now. Then: Reframing Nationhood, Musée des beaux-arts de l'Ontario, Toronto, Ontario, Canada
2017 – Rip It Up, 2e Biennale internationale de photographie et de vidéo de Changjiang, Musée d'art contemporain de Chongqing, Chongqing, Chine.
2016 – Mountains and Rivers Without End, Artlab Gallery, Western University, London, Ontario, Canada
2016 – Mountains and Rivers, Centre d'art contemporain, Musée d'art moderne de Quito et Cuenca, Cuenca, Équateur
2015-2016 – Beyond Image, Hubei Art Museum of Art, Wuhan, Chine
2015 – Top Time, LP Art Space, Chongqing, Chine
2015 – Material Future: The Architecture of Herzog & De Meuron and the Vancouver Art Gallery, Galerie d'art de Vancouver, Vancouver, Colombie-Britannique, Canada
2015 – Home (Hyphenated Home), Centre 3 for Print and Media Arts, Hamilton, Ontario, Canada
2014-2015 – The Transformation of Canadian Landscape Art: Inside & Outside of being, Xi'an Art Museum, Xi'an et Today's Art Museum, Pékin, Chine
2014-2015 – Alex Colville, Musée des beaux-arts de l'Ontario, Toronto; Musée des beaux-arts du Canada, Ottawa, Ontario, Canada
2014 – Confronting Anitya – Oriental Experience in Contemporary Art, Im Kunstraum Villa Friede, Stiftung Für Kunst und Kultur e. V., Bonn, Allemagne ; Musée d'art Yuan Dian, Pékin, Chine ; Kunstwerk Carlshütte Internationalle Kunstausstellung NordArt 2014, Vorwerlsalle, 24782 Buedelsdorf, Deutschland, Allemagne.
2014 – The Source: Rethinking Water Through Contemporary Art, Roman Hall Art Centre, Université Brock, St. Catharine's, Ontario, Canada
2013 – Permanere Nell'impermanenza – Esperienza orientale e art contemporanea, Museo MAGI'900, Via Rusticana A/1, Bologne, Italie
2013 – Rivers, Lakes and Seas – Exposition internationale d'art contemporain du Hubei, Hubei Library Gallery, Wuhan, Chine
2013 – Voice of the Unseen: Chinese Independent art 1979 – Today, Exposition parallèle de la Biennale de Venise, 55e exposition internationale d'art de la Fondazione la Biennale di Venezia, Arsenale Nord, Venise, Italie
2012 – Canadian Identity and Landscape, Galerie d'art de Mississauga, Mississauga, Ontario, Canada
2012 – Downstream: Reimagining Water, Concourse Gallery, Emily Carr University of Art & Design, Vancouver, Colombie-Britannique, Canada
2011 – Only when the Shades of Night Begin to Gather, AHVA Library Gallery, UBC, Vancouver, Colombie-Britannique, Canada
2011 – Revolutionizing Cultural Identity: Photography and the Changing Face of Immigration, Musée canadien de l'immigration du Quai 21, Halifax, Nouvelle-Écosse, Canada
2010 – Three Voices, OrganHaus Art Space, Chongqing, Chine
2010 – Border Zones: New Art Across Cultures, Musée d'anthropologie, Vancouver, Colombie-Britannique, Canada
2010 – Do You See What I Mean? Une exposition d'œuvres photographiques de la collection du Canada
La banque d'œuvres d'art du Conseil a été conçue pour coïncider avec le X Festival de photographie d'Ottawa et la Fête de la culture, Ottawa, Ontario, Canada
2010 – Made in Canada, Centre des Arts Shenkman, École d'art d'Ottawa, Orléans, Ontario, Canada
2009 – Documents of China/Avant-Garde Exhibition, Wall Gallery, Pékin, Chine
2009 – British Columbia Scene, Centre national des Arts, Ottawa, Ontario, Canada
2008 – Art Is Nothing – 798 Art Festival, 798 Art District, Pékin, Chine
2008 – Revolutionizing Cultural Identity, Oakland University Art Gallery, Rochester, Michigan, États-Unis
2007 – Post Avant-garde Chinese Contemporary Art – Quatre directions de la nouvelle ère, Anting House, Hong Kong, Chine
2007 – Gui Zhou 3rd Biennale, Gui Yang Art Museum, Gui Yang, Chine

## Publications sélectionnées
- Confronting Anitya: Oriental Experience in Contemporary Art
- Voice of the Unseen: Chinese Independent Art 1979 → Today (2013)
- Yellow River / Blue Culture (2002)  (ISBN 9781895497502)
- The Transformation of Canadian Landscape Art: Inside and Outside of Being (2014)
- Starting From the Southwest (2007)
- The Sickle And The Cell Phone  (ISBN 9780920810828)
- Tout Le Temps (Every Time) (2000)  (ISBN 2-920825-17-8)
- Red River (2008)
- Red Lands (1998)  (ISBN 9780969506881)
- A Journey Exposed (2014)  (ISBN 9780993771408)
- Contemporary East Asian Letter Arts (1999)
- Drowning (2000)
- Waterscapes (2010)
- Coquitlam Waterscapes (2012)
- Here Not There (1995)  (ISBN 9781895800913)
- Post Avant-Garde Chinese Contemporary Art (2007)
- Shu: Reinventing Books in Contemporary Chinese Art (2006)  (ISBN 9780977405411)
- Gu Xiong and Xu Bing: Here is What I Mean (2004)  (ISBN 9781895800913)
- Beyond Image: Laboratory of Light (2015)
- Confronting Anitya: Oriental Experience in Contemporary Art (2013)
- Gu Xiong: Migrations (2017)
- Gu Xiong: The Remains of a Journey (2021)

## Collections
Le travail de Xiong fait partie de la collection permanente du Musée des beaux-arts du Canada, de la Galerie d'art de Vancouver, de la Surrey Art Gallery et de la Burnaby Art Gallery, du China National Museum of Fine Arts, Art Bank, Conseil des Arts du Canada, The Museum of Modern Art, Ljubljana, Yougoslavie, Museum of Sichuan Institute of Fine Arts, Chengdu Modern Art Exhibition Hall, Washington State Arts Commission, University of Washington, York University, The Banff Centre for the Arts, The Glenbow Museum, Calgary, Alberta, Canada, Morris and Helen Belkin Art Gallery, Université de la Colombie-Britannique, Xi'an Art Museum, The Peter Wall Institute, Université de la Colombie-Britannique, Vancouver, Colombie-Britannique, Canada, Simon Fraser University Art Gallery, Collection d'art de la Colombie-Britannique, Surrey Art Gallery, Richmond Art Gallery et Kamloops Art Gallery.